# Refuge de Landsberg
Le refuge de Landsberg est un refuge de montagne appartenant à la section de Landsberg am Lech de la DAV dans la vallée de Tannheim.

## Histoire
Il est construit en 1929 et agrandi en 1966.

## Sites à proximité
- Dans la vallée
  - Le Vilsalpsee (1 168 m), une heure et demie de marche
  - Tannheim : sentier vers la Sulzspitze (2 085 m) et la Schochenspitze (2 069 m), deux heures de marche
  - Le Haldensee (1 123 m), trois heures de marche
  - Le col de Gaicht, environ quatre heures de marche
- Refuges voisins
  - Le Prinz-Luitpold-Haus (1 846 m) par le Jubiläumsweg, environ cinq heures de marche
  - Le Willersalpe  (1 456 m) par le Jubiläumsweg, environ quatre heures et demie de marche